# OnneDi
 (octobre 2018).
Si vous disposez d'ouvrages ou d'articles de référence ou si vous connaissez des sites web de qualité traitant du thème abordé ici, merci de compléter l'article en donnant les références utiles à sa vérifiabilité et en les liant à la section « Notes et références ».
OnneDi, de son vrai nom Dionne Slagter, née le 4 juin 1990 à Woerden, est une actrice, doubleuse, blogueuse, youtubeuse et chanteuse néerlandaise.

## Filmographie

### Téléfilms
- 2017 : SpangaS : Rôle inconnu
- 2017 : Dare : PinkT

### Cinéma et doublage
- 2016 : Kappen! (nl) : La DJ
- 2017 : 100% Coco (nl) de Tessa Schram : Rôle inconnu[1]
- 2017 : The Boss Baby de Tom McGrath : La mère de Templeton
- 2017 : De familie Slim (nl) de Roy Poortmans : Nicolette[2]